# Waldemar Tumiński
Waldemar Tumiński (ur. 15 lutego 1953 w Grodzisku Mazowiecki) – były polski piłkarz występujący na pozycji obrońcy. Jest wychowankiem Pogoni Grodzisk Mazowiecki. Od 1974 roku występował w Legii Warszawa, z którą dwukrotnie zdobył Puchar Polski. W 1983 roku wyjechał do Belgii i występował tam aż do 1993 roku w takich klubach jak Royal Francs Borains, Royale Union Saint-Gilloise, SC Elouges i Royale Union Jemappes-Flénu. W międzyczasie przez krótki okres reprezentował barwy amerykańskiego Eagle Yonkers New York. W rundzie jesiennej sezonu 1994/95 reprezentował barwy Pogoni Grodzisk Mazowiecki, a następnie zakończył karierę.

## Sukcesy
- Puchar Polski: 1979/80, 1980/81